# Aziatische kampioenschappen wielrennen 2024 – Individuele tijdrit vrouwen elite
De Individuele tijdrit voor vrouwen elite op de Aziatische kampioenschappen wielrennen 2024 werd gehouden op 9 juni. De 18 deelneemsters moesten een parcours van 20 kilometer in en rond Almaty afleggen. De 44-jarige Oezbeekse Olga Zabelinskaja won, voor haar landgenote Yanina Kuskova en Rinata Soeltanova uit Kazachstan.

## Uitslag
| Plaats | Naam                   | Tijd    |
| ------ | ---------------------- | ------- |
| Goud   | Olga Zabelinskaja      | 28'07"  |
| Zilver | Yanina Kuskova         | + 55"   |
| Brons  | Rinata Soeltanova      | + 1'21" |
| 4      | Leung Wing Yee         | + 1'55" |
| 5      | Atusyina Delia Priatna | + 1'58" |
| 6      | Phetdarin Somrat       | + 2'16" |
| 7      | Tsai Ya-yu             | + 2'23" |
| 8      | Safia Al Sayegh        | + 2'33" |
| 9      | Nguyễn Thị Thu Mai     | + 2'44" |
| 10     | Cui Yuhang             | + 2'48" |
| 11     | Somayeh Yazdani        | + 2'54" |
| 12     | Yulduz Hashimi         | + 2'59" |
| 13     | Song Min-ji            | + 3'27" |
| 14     | Jermyn Prado           | + 3'50" |
| 15     | Monika Jat             | + 3'59" |
| 16     | Dahat Qadr             | + 4'11" |
| 17     | Ian Au Hoi             | + 4'40" |
| 18     | Daniah Sembawa         | + 5'43" |